# Tableau (architecture)
En architecture, le tableau (synonyme : embrasure) est la partie de l’encadrement d’une baie de porte ou de fenêtre, qui est en dehors de la fermeture.
C'est l’espace dans l’épaisseur de mur entre la feuillure engravée recevant la porte ou la fenêtre et le parement, ou « nu » du mur, à l’extérieur.